# Conus zonatus
Espèce
Statut de conservation UICN

 LC  : Préoccupation mineure
Conus zonatus est une espèce de mollusques gastéropodes marins de la famille des Conidae.

## Description
Ce cône mesure de 35 à 88 mm et se trouve dans les eaux des Seychelles, de l'Inde, de Thaïlande et de Sumatra.